# Tony Bezzinastadion
Het Tony Bezzinastadion is een multifunctioneel stadion in Paola, een plaats in Malta. Het stadion heette vanaf de opening tot in 2021 het Hibernians Stadium of Hibernians Ground. Het stadion is vernoemd naar Tony Bezzina, die voorzitter van Hibernians FC was. In het stadion is plaats voor 8.000 toeschouwers. Het stadion werd geopend in 1986.
Het stadion wordt vooral gebruikt voor voetbalwedstrijden, de voetbalclub Hibernians FC maakt gebruik van dit stadion. 
In het stadion werden ook wedstrijden gespeeld op het europees kampioenschap voetbal mannen onder 17 van 2014. Er werden vier groepswedstrijden gespeeld.

## Interlands
| Voetbalinterlands | Voetbalinterlands | Voetbalinterlands  | Voetbalinterlands | Voetbalinterlands | Voetbalinterlands |
| №                 | Datum             | Wedstrijd          | Uitslag           | Competitie        | Toeschouwers      |
| ----------------- | ----------------- | ------------------ | ----------------- | ----------------- | ----------------- |
| 1                 | 14 november 2001  | Malta – Canada     | 2–1               | Vriendschappelijk | 1.292             |
| 2                 | 15 november 2006  | Malta – Litouwen   | 1–4               | Vriendschappelijk | 1.500             |
| 3                 | 19 november 2008  | Malta – IJsland    | 0–1               | Vriendschappelijk | 500               |
| 4                 | 18 november 2009  | Malta – Bulgarije  | 1–4               | Vriendschappelijk | 2.000             |
| 5                 | 28 maart 2016     | Andorra – Moldavië | 0–1               | Vriendschappelijk | 500               |